# José Pacheco (pallavolista)
José Pacheco Figueroa (20 marzo 1997) è un pallavolista portoricano, libero dei Changos de Naranjito.

## Carriera

### Club
La carriera di José Pacheco inizia nei tornei scolastici portoricani, giocando con la Bayamón MA. Debutta da professionista nella stagione 2016-17, quando approda nella Liga de Voleibol Superior Masculino coi Cariduros de Fajardo, che lascia nell'annata seguente accasandosi nei Cafeteros de Yauco; dopo aver disputato il campionato 2018 coi Gigantes de Adjuntas, passa ai Mets de Guaynabo nel campionato seguente, conquistando lo scudetto.
In seguito alla cancellazione del campionato portoricano nel 2020, torna il campo coi Capitanes de Arecibo per disputare la Liga de Voleibol Superior Masculino 2021: passa invece agli Indios de Mayagüez nell'annata seguente. È successivamente di scena nella NVA 2023 coi Puerto Rico Pythons e nella Liga de Voleibol Superior Masculino 2023 coi Gigantes de Adjuntas. Nella Liga de Voleibol Superior Masculino 2024 difende invece i colori dei Changos de Naranjito.

### Nazionale
Nel 2021 fa il suo esordio nella nazionale portoricana in occasione della NORCECA Final Six, venendo premiato come miglior difesa e miglior libero del torneo.

## Palmarès

### Club
- Campionato portoricano: 1

2019

### Premi individuali
- 2021 - NORCECA Final Six: Miglior difesa
- 2021 - NORCECA Final Six: Miglior libero